# Discestra schneideri
Discestra schneideri är en fjärilsart som beskrevs av Otto Staudinger 1900. Discestra schneideri ingår i släktet Discestra och familjen nattflyn. Inga underarter finns listade i Catalogue of Life.